# Rekordi vesoljskih poletov
Večina rekordov se nanaša na vesoljske polete s človeško posadko.

## Najdaljši samostojni vesoljski polet
- Človek: Valerij Vladimirovič Poljakov, poletel 8. januarja 1994 (Sojuz TM-18), ostal na vesoljski postaji Mir LD-4 437,7 dni. Medtem je obkrožil Zemljo približno 7075-krat in prepotoval 300.765.000 km, se vrnil 22. marca 1995 (Sojuz TM-20).

- Pes: Veterok (Ветерок, »Vetrček«) in Ugoljok (Уголёк, »Ogorek«) sta bila izstreljena 21. februarja 1966 s kapsulo Voshod 3. V tirnici sta prebila 22 dni, preden sta 16. marca pristala. Dolžino tega poleta ljudje niso premagali vse do odprave Skylab 2 leta 1974 in še vedno velja za pse.

## Vesoljski polet najdlje od Zemlje
- Lunarna odprava: posadka Apolla 13: James Arthur »Jim« Lovell mlajši, Fred Wallace Haise mlajši, John Leonard »Jack« Swigert mlajši pri preletu oddaljene strani Lune na višini 254 km od Luninega površja so bili 400.171 km od Zemlje. Ta rekord so dosegli ob 0:21 UTC 15. aprila 1970.
- Nelunarna odprava: Gemini 11 je izstrelil svoje ciljno plovilo Ageno, raketni motor 4. septembra 1966, po 40 urah in 30 minutah za izstrelitvijo in dosegel odzemlje 1374,1 km.

## Najhitrejši vesoljski polet
- posadka Apollo 10: Thomas Patten Stafford, John Watts Young in Eugene Andrew »Gene« Cernan je dosegla največjo hitrost 39.896 km/h (11.1 km/s).

## Največ vesoljskih poletov
- 7 poletov
  - Franklin Ramón Chang Díaz - ZDA
  - Jerry Lynn Ross - ZDA

- 6 poletov
  - Curtis Lee »Curt« Brown mlajši - ZDA
  - Colin Michael Foale - Združeno kraljestvo/ZDA*
  - Sergej Konstantinovič Krikaljov - Sovjetska zveza/Rusija
  - Franklin Story Musgrave - ZDA
  - Genadij Mihajlovič Strekalov - Sovjetska zveza/Rusija
  - James Donald »Jim« »Wexbee« Wetherbee - ZDA
  - John Watts Young - ZDA

(*) Dvojno državljanstvo.

## Največ sprehodov po odprtem vesolju
- Anatolij Jakovlevič Solovjov, 16 sprehodov, skupaj 77 ur 41 minut (kar je tudi časovni rekord)

## Prvi
| Prvi                                                        | Oseba(e) | Plovilo                                         | Država                         | Leto           |
| ----------------------------------------------------------- | --- | ----------------------------------------------- | ------------------------------ | -------------- |
| Vesoljski polet in orbitalni polet                          | Jurij Aleksejevič Gagarin | Vostok 1                                        | SZ                             | 1961           |
| Podorbitalni polet                                          | Alan Bartlett Shepard mlajši | Mercury 3                                       | ZDA                            | 1961           |
| Človek v vesolju en dan                                     | German Stepanovič Titov | Vostok 2                                        | SZ                             | 1961           |
| Dvojni vesoljski polet dva človeka v vesolju                | Andrian Grigorjevič Nikolajev Pavel Romanovič Popovič | Vostok 3 Vostok 4                               | SZ                             | 1962           |
| Najdaljši samostojni polet 5-dni                            | Valerij Fjodorovič Bikovski | Vostok 5                                        | SZ                             | 1963           |
| Ženska v vesolju                                            | Valentina Vladimirovna Tereškova | Vostok 6                                        | SZ                             | 1963           |
| Podorbitalni polet z vesoljskim plovilom s krili            | Joseph Albert »Joe« Walker | X-15                                            | ZDA                            | 1963           |
| Človek v vesoljskemu prostoru dvakrat (nad 100 km)          | Joseph Albert »Joe« Walker | X-15 poleta 90 in 91                            | ZDA                            | 1963           |
| Tričlanska posadka v enem plovilu                           | Vladimir Mihajlovič Komarov Konstantin Petrovič Feoktistov Boris Borisovič Jegorov | Voshod 1                                        | SZ                             | 1964           |
| Dvočlanska posadka v enem plovilu                           | Pavel Ivanovič Beljajev Aleksej Arhipovič Leonov | Voshod 2                                        | SZ                             | 1965           |
| Vesoljski sprehod                                           | Aleksej Arhipovič Leonov | Voshod 2                                        | SZ                             | 1965           |
| Orbitalni manevri (sprememba tirnice)                       | Virgil Ivan »Gus« Grissom, John Watts Young | Gemini 3                                        | ZDA                            | 1965           |
| Človek na dveh poletih v tirnici                            | Leroy Gordon »Gordo«Cooper mlajši | Mercury 9 Gemini 5                              | ZDA                            | 1965           |
| Človek en teden v vesolju                                   | Leroy Gordon »Gordo« Cooper mlajši Charles »Pete« Conrad mlajši | Gemini 5                                        | ZDA                            | 1965           |
| Vesoljsko srečanje štirje ljudje v vesolju                  | Frank Frederick Borman II., James Arthur »Jim« Lovell mlajši Walter Marty »Wally« Schirra mlajši, Thomas Patten Stafford | Gemini 7 Gemini 6A                              | ZDA                            | 1965           |
| Človek dva tedna v vesolju                                  | Frank Frederick Borman II. James Arthur »Jim« Lovell mlajši | Gemini 7                                        | ZDA                            | 1965           |
| Spojitev v vesolju                                          | Neil Alden Armstrong David Randolph Scott | Gemini 8                                        | ZDA                            | 1966           |
| Srečanje z dvema ploviloma - Agena 10 in Agena 8            | John Watts Young Michael Collins | Gemini 10                                       | ZDA                            | 1966           |
| Dvojni vesoljski sprehod                                    | Aleksej Stanislavovič Jelisejev Jevgenij Vasiljevič Hrunov | Sojuz 4 Sojuz 5                                 | SZ                             | 1969           |
| Lunina tirnica                                              | Frank Frederick Borman II. James Arthur »Jim« Lovell mlajši William Alison »Bill« Anders | Apollo 8                                        | ZDA                            | 1968           |
| Pristanek na Luni                                           | Neil Alden Armstrong Edwin Eugene »Buzz« Aldrin mlajši | Apollo 11                                       | ZDA                            | 1969           |
| Trojni polet sedem ljudi v vesolju                          | Georgij Stepanovič Šonin, Valerij Nikolajevič Kubasov, Anatolij Vasiljevič Filipčenko, Vladislav Nikolajevič Volkov, Viktor Vasiljevič Gorbatko, Vladimir Aleksandrovič Šatalov, Aleksej Stanislavovič Jelisejev | Sojuz 6 Sojuz 7 Sojuz 8                         | SZ                             | 1969           |
| Najdaljši polet enega plovila 17,66-dni                     | Andrian Grigorjevič Nikolajev Vitalij Ivanovič Sevastjanov | Sojuz 9                                         | SZ                             | 1970           |
| Vesoljska postaja                                           | Georgij TImofejevič Dobrovolski Viktor Ivanovič Pacajev Vladislav Nikolajevič Volkov | Sojuz 11                                        | SZ                             | 1971           |
| Človek v tirnici 4 tedne (1 mesec)                          | Charles »Pete« Conrad mlajši Joseph Peter Kerwin Paul Joseph Weitz | Skylab 2                                        | ZDA                            | 1973           |
| Človek v tirnici 8 tednov (2 meseca)                        | Alan LaVern Bean Jack Robert Lousma Owen Kay Garriott | Skylab 3                                        | ZDA                            | 1973           |
| Človek v tirnici 12 mesecev (3 mesece)                      | Gerald Paul Carr William Reid Pogue Edward George Gibson | Skylab 4                                        | ZDA                            | 1974           |
| Človek v tirnici 20 tednov (5 mesecev)                      | Vladimir Vasiljevič Kovaljonok, Aleksander Sergejevič Ivančenkov | Saljut 6 EO-2, Sojuz 29-Sojuz 31                | SZ                             | 1978           |
| Človek v tirnici 26 tednov (6 mesecev)                      | Leonid Ivanovič Popov, Valerij Viktorovič Rjumin | Saljut 6 EO-4, Sojuz 35-Sojuz 37                | SZ                             | 1980           |
| Človek v štirih različnih plovilih                          | John Watts Young | STS-1/Columbia                                  | ZDA                            | 1981           |
| Štiričlanska posadka v enem plovilu                         | Vance DeVoe Brand,Robert Franklyn Overmyer Joseph Percival Allen, William Benjamin »Bill« Lenoir | STS-5/Columbia                                  | ZDA                            | 1982           |
| Človek trikrat v vesolju                                    | John Watts Young | STS-9/Columbia                                  | ZDA                            | 1983           |
| Petčlanska posadka v enem plovilu Prva Američanka v vesolju | Robert Laurel Crippen, Frederick Hamilton »Rick« Hauck John McCreary Fabian, Sally Kristen Ride, Norman Earl Thagard | STS-7/Challenger                                | ZDA                            | 1983           |
| Šestčlanska posadka v enem plovilu                          | John Watts Young, Brewster Hopkinson Shaw mlajši Owen Kay Garriott, Robert Allan Ridley Parker, Ulf Dietrich Merbold-DE, Byron Kurt Lichtenberg | STS-9/Columbia                                  | ZDA Zahodna Nemčija            | 1983           |
| Človek v tirnici 33 tednov (8 mesecev)                      | Leonid Denisovič Kizim, Vladimir Aleksejevič Solovjov, Oleg Jurjevič Atkov | Saljut 7 EO-3, Sojuz T-10-Sojuz T-11            | SZ                             | 1984           |
| Neprivezan vesoljski sprehod                                | Bruce McCandless II. | STS-41-B/ Challenger                            | ZDA                            | 1984           |
| Sedemčlanska posadka v enem plovilu prva ženska na sprehodu | Robert Laurel Crippen, Jon Andrew McBride Kathryn Dwyer Sullivan, Sally Kristen Ride, David Cornell Leestma, Joseph Jean-Pierre Marc Garneau-CA, Paul Desmond Scully-Power | STS-41-G/Challenger                             | ZDA Kanada                     | 1984           |
| Polet od vesoljske postaje do vesoljske postaje             | Leonid Denisovič Kizim Vladimir Aleksejevič Solovjov | Sojuz T-15                                      | SZ                             | 1985           |
| Osemčlanska posadka v enem plovilu                          | Henry Warren »Hank« Hartsfield mlajši, Steven Ray Nagel Bonnie Jeanne Dunbar, James Frederick Buchli, Guion »Guy« Bluford mlajši, Reinhard Alfred Furrer-DE, Ernst Willi Messerschmid-DE, Wubbo Johannes Ockels-NL | STS-61-A/Challenger                             | ZDA Zahodna Nemčija Nizozemska | 1985           |
| Človek v tirnici 52 tednov (12 mesecev)                     | Vladimir Georgijevič Titov, Musa Hiramanovič Manarov, Oleg Jurjevič Atkov | Mir EO-3, Sojuz TM-4-Sojuz TM-6                 | SZ                             | 1988           |
| Trije vesoljski sprehodi                                    | Pierre Joseph Thuot, Richard James Hieb Thomas Dale Akers | STS-49/Endeavour                                | ZDA                            | 1991           |
| Devet ljudi v vesolju brez spojitve                         | Raketoplan: James Donald »Jim« »Wexbee« Wetherbee, Eileen Marie Collins, Colin Michael Foale, Janice Elaine Voss, Bernard Anthony Harris mlajši, Vladimir Georgijevič Titov Mir: Valerij Vladimirovič Poljakov, Aleksander Stepanovič Viktorenko, Jelena Vladimirovna Kondakova                                                                             | STS-63/Discovery, Mir                           | ZDA Rusija Združeno kraljestvo | 1995           |
| Deset ljudi v vesolju s spojitvijo                          | Robert Lee »Hoot« Gibson, Charles Joseph Precourt, Ellen Louise Shulman Baker, Bonnie Jeanne Dunbar, Gregory Jordan Harbaugh, Anatolij Jakovlevič Solovjov, Nikolaj MIhajlovič Budarin, Norman Earl Thagard, Vladimir Nikolajevič Dežurov, Genadij Mihajlovič Strekalov                                                                                     | STS-71/Atlantis, Mir                            | ZDA Rusija                     | 1995           |
| Trinajst ljudi v vesolju brez spojitve                      | Raketoplan:Kenneth Duane »Sox« Bowersox, Scott Jay »Doc« Horowitz, Mark Charles Lee, Steven Alan Hawley, Gregory Jordan Harbaugh, Steven Lee Smith, Joseph Richard »Joe« Tanner Mir: Vasilij Vasiljevič Ciblijev, Aleksander Ivanovič Lazutkin, Valerij Grigorjevič Korzun, Aleksander Jurjevič »Saša« Kaleri, Reinhold Ewald-DE, Jerry Michael Linenger-US | STS-82/Discovery, Mir, Sojuz TM-24, Sojuz TM-25 | ZDA Rusija Nemčija             | 1997           |
| Vesoljski leti investirani zasebno                          | Michael Winston »Mike« Melvill | SpaceShipOne polet 15P                          | ZDA                            | 21. junij 2004 |

## Skupni čas v vesolju - prvih 50
Na seznamu so tri ženske, vse tri Američanke.

| Mesto | Oseba                             | Dnevi    | Država                      |
| ----- | --------------------------------- | -------- | --------------------------- |
| 1     | Sergej Konstantinovič Krikaljov   | 804,371* | Rusija                      |
| 2     | Sergej Vasiljevič Avdejev         | 747,593  | Rusija                      |
| 3     | Valerij Vladimirovič Poljakov     | 678,690  | Rusija                      |
| 4     | Anatolij Jakovlevič Solovjov      | 651,117  | Rusija                      |
| 5     | Aleksander Jurjevič »Saša« Kaleri | 609,911  | Rusija                      |
| 6     | Viktor Mihajlovič Afanasjev       | 555,772  | Rusija                      |
| 7     | Jurij Vladimirovič Usačov         | 553,016  | Rusija                      |
| 8     | Musa Hiramanovič Manarov          | 541,021  | Rusija                      |
| 9     | Aleksander Stepanovič Viktorenko  | 489,066  | Rusija                      |
| 10    | Nikolaj Mihajlovič Budarin        | 444,060  | Rusija                      |
| 11    | Jurij Viktorovič Romanenko        | 430,765  | Rusija                      |
| 12    | Aleksander Aleksandrovič Volkov   | 391,495  | Rusija                      |
| 13    | Juri Ivanovič Onufrijenko         | 389,282  | Rusija                      |
| 14    | Vladimir Georgijevič Titov        | 387,036  | Rusija                      |
| 15    | Genadij Ivanovič Padalka          | 386,592  | Rusija                      |
| 16    | Vasilij Vasiljevič Ciblijev       | 381,662  | Rusija                      |
| 17    | Valerij Grigorjevič Korzun        | 381,653  | Rusija                      |
| 18    | Leonid Denisovič Kizim            | 374,749  | Rusija                      |
| 19    | Colin Michael Foale               | 373,763  | ZDA / Združeno kraljestvo** |
| 20    | Aleksander Aleksandrovič Serebrov | 372,954  | Rusija                      |
| 21    | Vladimir Aleksejevič Solovjov     | 361,952  | Rusija                      |
| 22    | Talgat Amangeldijevič Musabajev   | 339,409  | Kazahstan                   |
| 23    | Jurij Pavlovič Gidzenko           | 329,950  | Rusija                      |
| 24    | Jurij Ivanovič Malenčenko         | 322,703  | Rusija                      |
| 25    | Genadij Mihajlovič Manakov        | 309,889  | Rusija                      |
| 26    | Aleksander Pavlovič Aleksandrov   | 309,758  | Rusija                      |
| 27    | Valerij Viktorovič Rjumin         | 297,924  | Rusija                      |
| 28    | Genadij MIhajlovič Strekalov      | 268,938  | Rusija                      |
| 29    | Vladimir Afanasjevič Ljahov       | 259,563  | Rusija                      |
| 30    | Viktor Petrovič Savinih           | 252,849  | Rusija                      |
| 31    | Vladimir Nikolajevič Dežurov      | 244,229  | Rusija                      |
| 32    | Oleg Jurjevič Atkov               | 252,849  | Rusija                      |
| 33    | Carl Erwin Walz                   | 230,212  | ZDA                         |
| 34    | Daniel Wheeler Bursch             | 226,594  | ZDA                         |
| 35    | Shannon Matilda Wells Lucid       | 223,161  | ZDA                         |
| 36    | Valentin Vitaljevič Lebedjev      | 219,250  | Rusija                      |
| 37    | Vladimir Vasiljevič Kovaljonok    | 216,382  | Rusija                      |
| 38    | Kenneth Duane »Sox« Bowersox      | 211,594  | ZDA                         |
| 39    | Anatolij Nikolajevič Berezovoj    | 211,378  | Rusija                      |
| 40    | Susan Jane Helms                  | 211,048  | ZDA                         |
| 41    | Jean-Pierre Haigneré              | 209,517  | Francija                    |
| 42    | Edward Tsang »Ed« Lu              | 205,972  | ZDA                         |
| 43    | James Shelton Voss                | 202,314  | ZDA                         |
| 44    | Leonid Ivanovič Popov             | 200,574  | Rusija                      |
| 45    | Pavel Vladimirovič Vinogradov     | 197,732  | Rusija                      |
| 46    | Edward Michael Fincke             | 187,884  | ZDA                         |
| 47    | Sergej Jevgenjevič Treščov        | 184,927  | Rusija                      |
| 48    | Peggy Annette Whitson             | 184,927  | ZDA                         |
| 49    | Aleksander Ivanovič Lazutkin      | 184,922  | Rusija                      |
| 50    | Thomas Arthur Reiter              | 179,071  | Nemčija                     |

Stanje 24. oktober 2004:
(*) Stanje 11. oktober 2005.
(**) Colin Michael Foale ima britansko in ameriško državljanstvo

## Skupni čas vesoljskih poletov po državah
| Mesto | Država              | Skupaj dni |
| ----- | ------------------- | ---------- |
| 1     | SZ/ Rusija          | 17.421,32  |
| 2     | ZDA                 | 10.036,30* |
| 3     | Francija            | 384,67     |
| 4     | Združeno kraljestvo | 381,65*    |
| 5     | Nemčija             | 310,24     |
| 6     | Kanada              | 121,57     |
| 7     | Japonska            | 102,15     |
| 8     | Italija             | 71,12      |
| 9     | Švica               | 42,50      |
| 10    | Belgija             | 19,79      |
| 11    | Španija             | 18,88      |
| 12    | Nizozemska          | 17,90      |
| 13    | Izrael              | 15,93      |
| 14    | Ukrajina            | 15,69      |
| 15    | Bolgarija           | 11,91      |
| 16    | Kitajska            | 10,519     |
| 17    | Južna Afrika        | 9,893      |
| 18    | Brazilija           | 9,888      |
| 19    | Siria               | 8,91       |
| 20    | Afganistan          | 8,85       |
| 21    | Češkoslovaška       | 7.93       |
| 22    | Avstrija            | 7,928      |
| 23    | Kazahstan           | 7,925      |
| 24    | Poljska             | 7,919      |
| 25    | Slovaška            | 7,914      |
| 26    | Indija              | 7,903      |
| 27    | Madžarska           | 7,865      |
| 28    | Kuba                | 7,863      |
| 29    | Mongolija           | 7,863      |
| 30    | Vietnam             | 7,862      |
| 31    | Romunija            | 7,862      |
| 32    | Saudova Arabija     | 7,069      |
| 33    | Mehika              | 6,878      |

Stanje 8. april 2006
(*) Colin Michael Foale z dvojnim državljanstvom se šteje pod obema državama.